# Adolf Hurwitz
Adolf Hurwitz (ur. 26 marca 1859 w Hildesheimie, zm. 18 listopada 1919 w Zurychu) – niemiecki matematyk, profesor Uniwersytetu w Królewcu i Politechniki w Zurychu. Uważany za jednego z najważniejszych matematyków drugiej połowy dziewiętnastego wieku.

## Życiorys
Urodził się w żydowskiej rodzinie drobnego przemysłowca w Hildesheimie, zmarł w Zurychu w Szwajcarii.
Studia doktorskie odbył u Felixa Kleina w Lipsku. Tytuł doktora uzyskał w 1881 roku. W roku 1884 dzięki wstawiennictwu Ferdinanda Lindemanna otrzymał tytuł i stanowisko profesora na Uniwersytecie Albrechta w Królewcu  (jako Żyd w normalnym trybie nie miałby na to szans). W tym czasie poznał młodego Davida Hilberta, na którego miał później duży wpływ. W 1892 został profesorem w Eidgenössische Polytechnikum w Zurychu, gdzie pozostał aż do śmierci.
W skład jego dorobku naukowego wchodzi m.in. ustalenie tzw. kryterium Hurwitza badania stabilności układów dynamicznych.